# Jefferson (Georgia)
Jefferson es una ciudad ubicada en el condado de Jackson en el estado estadounidense de Georgia. En el censo de 2000, su población era de 3.825.

## Demografía
En el 2000 la renta per cápita promedia del hogar era de $41,146, y el ingreso promedio para una familia era de $46,755. El ingreso per cápita para la localidad era de $18,456. Los hombres tenían un ingreso per cápita de $33,512 contra $25,250 para las mujeres.

## Geografía
Jefferson se encuentra ubicado en las coordenadas 34°7′36″N 83°35′25″O / 34.12667, -83.59028 (34.126736, -83.590297).
Según la Oficina del Censo, la localidad tiene un área total de 49,1 km² (19,0 mi²), de la cual 49,1 km² (19,0 mi²) es tierra y 0 km² (0 mi²) (0.00%) es agua.